# 岛城德比
岛城德比又称青岛德比，是指同属青岛市的两家足球俱乐部之间的比赛。

## 历史
在职业联赛历史上，青岛市也曾出现多家职业足球俱乐部，其中历史最久远，战绩最突出的是1993年成立的青岛海牛足球俱乐部和1994年成立的青岛海利丰足球俱乐部。在职业联赛初期，青岛媒体和民间都有实现“青岛双雄”的想法，但由于青岛海利丰队多年不能晋升顶级联赛，之后又由于赌球而被中国足协取消注册资格后解散，两队在联赛里始终未曾碰面。而在中国足协杯中，青岛海牛队与青岛海利丰队也从未相遇。因而虽然两队非正式比赛频繁，但在正式比赛中从未相遇，球迷期盼的“岛城德比”从未上演。但是2013年青岛中能队（现青岛海牛）从中超降入中甲，新组建的青岛海牛队（更名青岛足球俱乐部后解散）又夺得中乙联赛冠军，2014年中甲联赛首次出现“岛城德比”。青岛海牛足球俱乐部和青岛西海岸足球俱乐部分别于2022年和2023年冲超，2024年中超联赛首次出现“岛城德比”，青岛红狮足球俱乐部亦递补2024年中甲联赛。

## 交战记录

### 中能vs黄海
| 日期          | 比赛     | 场地       | 主队                   | 比分 | 客队                   | 主队进球               | 客队进球   | 备注  |
| ------------- | -------- | ---------- | ---------------------- | ---- | ---------------------- | ---------------------- | ---------- | ----- |
| 2014年5月10日 | 中甲联赛 | 国信体育场 | 青岛海牛（已解散）     | 0–0  | 青岛中能（现青岛海牛） |                        |            | [ 2 ] |
| 2014年9月20日 | 中甲联赛 | 天泰体育场 | 青岛中能（现青岛海牛） | 1–0  | 青岛海牛（已解散）     | 王伟                   |            | [ 3 ] |
| 2015年3月22日 | 中甲联赛 | 国信体育场 | 青岛黄海海牛（已解散） | 0–2  | 青岛中能（现青岛海牛） |                        | 王君，瑞斯 | [ 4 ] |
| 2015年7月12日 | 中甲联赛 | 天泰体育场 | 青岛中能（现青岛海牛） | 1–0  | 青岛黄海海牛（已解散） | 权磊                   |            | [ 5 ] |
| 2016年5月28日 | 中甲联赛 | 国信体育场 | 青岛黄海制药（已解散） | 3–2  | 青岛中能（现青岛海牛） | 万厚良，尤里，克雷斯皮 | 王建文2    | [ 6 ] |
| 2016年9月11日 | 中甲联赛 | 天泰体育场 | 青岛中能（现青岛海牛） | 0–1  | 青岛黄海制药（已解散） |                        | 张佳祺     | [ 7 ] |

### 海牛vs红狮vs西海岸
| 日期           | 比赛     | 场地                      | 主队                         | 比分 | 客队                         | 主队进球 | 客队进球 | 备注 |
| -------------- | -------- | ------------------------- | ---------------------------- | ---- | ---------------------------- | -------- | -------- | ---- |
| 2019年5月11日  | 中乙联赛 | 即墨创智新区体育中心      | 青岛红狮                     | 2–1  | 青岛中能（现青岛海牛）       |          |          |      |
| 2019年8月17日  | 中乙联赛 | 天泰体育场                | 青岛中能（现青岛海牛）       | 2–0  | 青岛红狮                     |          |          |      |
| 2020年10月24日 | 中乙联赛 | 泸西高原足球训练基地2号场 | 青岛中能（现青岛海牛）       | 0–0  | 青岛红狮                     |          |          |      |
| 2020年11月1日  | 中乙联赛 | 泸西高原足球训练基地2号场 | 青岛中创恒泰（现青岛西海岸） | 1–0  | 青岛红狮                     |          |          |      |
| 2020年11月8日  | 中乙联赛 | 泸西高原足球训练基地2号场 | 青岛中能（现青岛海牛）       | 2–0  | 青岛中创恒泰（现青岛西海岸） |          |          |      |
| 2021年5月25日  | 中乙联赛 | 泸西高原足球训练基地7号场 | 青岛青春岛（现青岛西海岸）   | 0–2  | 青岛红狮                     |          |          |      |
| 2021年7月8日   | 中乙联赛 | 泸西高原足球训练基地6号场 | 青岛红狮                     | 0–2  | 青岛青春岛（现青岛西海岸）   |          |          |      |
| 2021年9月5日   | 中乙联赛 | 唐山南湖城市足球广场2号场 | 青岛青春岛（现青岛西海岸）   | 0–0  | 青岛海牛                     |          |          |      |
| 2021年10月30日 | 中乙联赛 | 唐山南湖城市足球广场3号场 | 青岛海牛                     | 3–2  | 青岛青春岛（现青岛西海岸）   |          |          |      |
| 2022年11月1日  | 中甲联赛 | 唐山南湖城市足球广场1号场 | 青岛青春岛（现青岛西海岸）   | 1–5  | 青岛海牛                     |          |          |      |
| 2022年11月24日 | 中甲联赛 | 唐山南湖城市足球广场3号场 | 青岛海牛                     | 1–1  | 青岛青春岛（现青岛西海岸）   |          |          |      |
| 2024年3月30日  | 中超联赛 | 青岛西海岸大学城体育场    | 青岛西海岸                   | 1–0  | 青岛海牛                     |          |          |      |
| 2024年7月7日   | 中超联赛 | 青春足球场                | 青岛海牛                     | 3–1  | 青岛西海岸                   |          |          |      |
| 2025年2月23日  | 中超联赛 | 青春足球场                | 青岛海牛                     | 2–2  | 青岛西海岸                   |          |          |      |
| 2025年6月29日  | 中超联赛 | 青岛西海岸大学城体育场    | 青岛西海岸                   | 1–0  | 青岛海牛                     |          |          |      |